# 菲爾馬 (密蘇里州)
菲爾馬（英語：Firma）是位於美國密蘇里州聖查爾斯縣的鬼鎮。

## 歷史
菲爾馬的郵局於1901年設立，其後於1924年停運。

## 地理
菲爾馬所處的海拔為高於海平面131米（即430英呎），而該地所採用的時區為UTC-6，即北美中部時區（CST）。同時該地設有夏令時間，為UTC-6調快一小時，即UTC-5（CDT）。